# 해피 패밀리
해피 패밀리 (ハッピーファミリー, Happy Family)는 87년에 동경에서 결성된 프로그레시브 록밴드이다. 

## 개요
대학때 음악 동호회의 친구들이 결성했다. ReR/Zeuhl 계열의 영향을 받아 단순한 요소들을 극단적으로 복잡하게 쌓아올려 파워풀한 리듬 구성을 강조한다. 독특한 사운드로 프로그계의 폭주기관차라는 별명을 얻었다. 
93년 요시다 타츠야가 이끄는 마그마 트리뷰트 밴드 「Mekanik Kommandoh」의 공연에서 오프닝을 했었다. 96년에는 닥터 너브의 일본 공연때 함께 연주하며 서로의 곡을 커버하기도 했다. 97년엔 자신들의 카피밴드 鋼鉄末娘의 공연을 멤버들이 객석에서 본 적도 있다.
RIO 재팬 2014에도 참가했다.

## 앨범
- - 1990『Happy Family』3곡짜리 카세트 데모
  - 1994 『Flying Spirit Dance Live』
- 1995『Happy Family』
- 1997『Toscco』
  - 『Spiral Long Punch!』라이브
- 2014『Minimal Gods』